# Dukati halomsírok
A dukati halomsírok (albán tumat e Dukatit) bronz- és vaskori halomsírok Albánia délnyugati részén, Vlora városától dél–délkeleti irányban, légvonalban kb. 22 kilométerre, Dukat-Fshat határában, a Dukat-patak völgyében, az SH8-as jelű főút két oldalán. A pazhoki és a piskovai halomsírok mellett Albánia egyik legkorábbi, a bronzkor korai szakaszában használatba vett őskori temetkezési helyeként ismert.

## Régészeti leírása
A dukati ásatások 1973-ban indultak meg Neritan Ceka vezetésével, akitől 1974–1975-ben Namik Bodinaku vette át a stafétabotot. Korunkra csupán két, a környezetéből kiemelkedő halomsír maradt fenn, amelyek közül a nagyobbikat a vidék népe Idrizi-torony (Kulla e Idrizit) néven ismeri. A tumulusok a kisebbek közé tartoznak Albániában, az 53 sírt magában foglaló Idrizi-torony átmérője 20×19 méter, magassága 2,35 méter.
A másodikként feltárt Idrizi-torony (2-es halomsír) központi sírját a korai bronzkorra keltezték a kutatók, és megállapították, hogy egészen a vaskor középső szakaszáig, kb. i. e. 900/700-ig szolgált újabb és újabb temetések helyszínéül. A kisebb tumulus (1-es halomsír) ennél későbbi fejlemény,  legkorábbi sírját a bronzkor végére, az i. e. 12. századra tették a régészek, és itt is az i. e. 8. század táján került sor az utolsó hantolásra. A legjelentősebb, a korabeli kereskedelmi kapcsolatok irányáról valló sírmellékletek a középső bronzkori rétegekből kerültek elő, ezek közül is kiemelkednek a protogeometrikus korra jellemző, dél-itáliai leletekből is ismert, nagy számban előbukkant ruhakapcsok. Az i. e. 11–10. századi, korai vaskori sírokból több, helyi mesterek által készített bronzkard is előkerült. Az ásatások alapján a halomsírokba szórványosan az ókor végén és a középkorban is temetkezett a környék lakossága.